# C/2015 G2 (MASTER)
 C/2015 G2 (MASTER) est une comète découverte le 7 avril 2015 par le Mobile Astronomical System of the Telescope-Robots (MASTER), à l'Observatoire astronomique sud-africain (SAAO). Ce fut la première comète découverte depuis l'Afrique du Sud en 35 ans.
La découverte a été confirmée le 10 avril 2015 par le Centre des planètes mineures. La comète était de magnitude 10,7 lors de sa découverte et, à la mi-mai, elle avait atteint la magnitude 6,0.